# Baghlan (província)
Baghlan (em persa: بغلان, transl. Bāghlan) é uma província do Afeganistão. Sua capital é a cidade de Pol-e Khomri.